# 沙丘魔堡之風雲再起
《沙丘魔堡之風雲再起》（英語：Frank Herbert's Children of Dune），又譯《新沙丘魔堡》，是一部2003年科幻迷你剧集，為2000年迷你劇《沙丘魔堡：世紀之戰》的續集，改編自弗兰克·赫伯特的小說《沙丘救世主》（1969年）和《沙丘之子》（1976年）。

## 演員
註：此處的角色譯名沿用自2021年的小說新譯本，而非台灣代理的DVD字幕翻譯。
| 演員              | 飾演角色                    |
| ----------------- | --------------------------- |
| Alec Newman       | 保羅·亞崔迪/摩阿迪巴/傳道人 |
| Julie Cox         | 伊若琅公主                  |
| Edward Atterton   | 鄧肯·艾德侯                 |
| Ian McNeice       | 弗拉迪米爾·哈肯能           |
| Barbora Kodetová  | 荃妮                        |
| Steven Berkoff    | 史帝格                      |
| Daniela Amavia    | 阿麗亞·亞崔迪               |
| P. H. Moriarty    | 葛尼·哈萊克                 |
| 艾丽丝·克里奇     | 潔西嘉女士                  |
| 蘇珊·莎蘭登       | 溫西希婭                    |
| 詹姆斯·麥艾維     | 雷托·亞崔迪二世             |
| Jessica Brooks    | 珈尼瑪·亞崔迪               |
| Jonathan Brüün    | 法拉肯                      |
| Rik Young         | 賈維德                      |
| Martin McDougall  | 司凱特利                    |
| Gee Williams      | 彼加茲                      |
| Jakob Schwarz     | 奧辛                        |
| Klára Issová      | 莉綺娜                      |
| Zuzana Geislerová | 凱亞斯·海倫·莫哈亞聖母      |
| Karel Dobrý       | 柯巴                        |

## 迴響
《沙丘魔堡之風雲再起》和前作《沙丘魔堡：世紀之戰》是有史以來收視率最高的科幻頻道節目之一。2003年，本劇榮獲第55屆黃金時段艾美獎的最佳特效，並入圍最佳迷你劇、電影或特別節目音效剪輯、最佳短劇或電影髮型設計和最佳短劇或電影非假肢化妝

## 相關媒體

### 家用媒體
本劇的DVD於2003年在美國發行。在台灣，浩昇家庭娛樂有限公司代理了本劇的DVD，分級為保護級。

### 原聲帶
本劇的原聲帶於2003年由Varèse Sarabande發行，內含36個音軌，由布莱恩·泰勒譜曲。

## 外部連結
- 互联网电影数据库（IMDb）上《沙丘魔堡之風雲再起》的资料（英文）
- AllMovie上《沙丘魔堡之風雲再起》的资料（英文）
- 爛番茄上《沙丘魔堡之風雲再起》的資料（英文）
- . 电视指南 (美国杂志). 2003  [2013-12-09]. （原始内容存档于2013-12-13）.
- Franklin, Garth. . Dark Horizons. 2003  [2015-08-21]. （原始内容存档于2015-09-23）.
- Scheib, Richard. . Moria.co.nz. 2003  [2013-12-09]. （原始内容存档于2018-08-27）.
- . Sonar Entertainment.   [2015-08-21]. （原始内容存档于2016-03-04）.